# 百萬富翁 (遊戲節目)
《百萬富翁》（英語：Who Wants to Be a Millionaire?；新加坡译《百万大赢家》、台译《超级大富翁》 ）是一個源自英國獨立電視台的電視遊戲節目，現於世界多處地方均有製作當地版本。參賽者需要正確回答連續15條4選1的多項選擇題，若能全部答對，將可以獲得一筆巨額獎金，通常是100萬當地貨幣。以英國版《百萬富翁》為例，最高獎金為100萬英鎊。這個遊戲節目是由英國監製大衛·布里格斯（David Briggs）於1995年構思出來，再經過多年討論和修改，於1998年在英國首播。播出後大受歡迎，被世界各地的電視台購下製作權和播映。

## 遊戲規則
每集有10位參賽者，他們先要進行快而準的環節。參賽者要按題目的要求，在15秒內為四個選項排序。能夠最快排出正確次序的參賽者可以出線，爭奪巨額獎金。英國開始推出《百萬富翁》時，快而準環節是要回答一條4選1的多項選擇題，最快答中正確答案的參賽者可出線。印度印地语版本的《谁会成为百万富翁》（Kaun Banega Crorepati）中，“快而准”一共3轮，3题全对且3道题用时相加最短者即可晋级进入《谁会成为百万富翁》的游戏单元。
通過快而準環節後，出線者由主持人引領到錄影廠中央坐好，開始回答15條四選一的多項選擇題。答對第一條問題後再回答下一條問題。題目由淺入深，每條問題答對可獲得的獎金會遞增。
15條問題中，在第5和第10條問題設有「保險線」，答對保險線問題可保證會獲得保險線的獎金。一旦答錯問題，玩家會獲得最後通過保險線内的獎金。假設參賽者在答錯第9題，他就能獲得第一保險線（即第5題）的獎金；如果參賽者答錯第12題，他能獲得第2保險線（即第10題）的獎金。未到達第1保險線之前就答錯，則不能獲得獎金。
參賽者遇到難題時可以利用3個錦囊來幫助答題。3個錦囊包括「50:50」（在4個選擇中剔除2個，剩下1對1錯的答案）、「電話支援」（讓參賽者打電話給場外的親友及朋友，限時30秒）和「觀眾支援」（由錄影廠內現場觀眾投票選擇他們心目中的答案，結果供參賽者參考）。以上3個錦囊，每個只可使用1次，但可以在同一條問題連續使用多個。
在《百万富翁：20周年纪念版》系列中，节目在英国版原有的三个锦囊的基础上添加了一个新锦囊：「询问主持人」（询问主持人对该问题的想法）。同时，一旦选手通过£1000的第一条保险线后，可随时在下一问题所对应的奖金处设置第二条「保險線」（如参赛者答对价值£1000的问题后，他可立即在£2000处设置保险线），第二条保险线一经设置便无法更改。
參賽者可以隨時退出遊戲，並可以奪得最後回答正確問題的獎金。（例：如果參賽者在第12題退出遊戲，他能獲得第11題的獎金。）
在最早的版本中，整個遊戲沒有時間限制。如果該集節目錄映時間已夠，而參賽者仍然在進行比賽，則該名參賽者會在下一集繼續遊戲，直至該參賽者答錯問題或放棄回答問題為止。如果參賽者答錯問題或中途退出，而且還有節目錄映時間，未出線的參賽者會再次進行快而準環節。

### 其他玩法与特别规则

#### 16题
该玩法首先出现在澳大利亚版《谁会成为百万富翁》中，即为在原来的第15题过后，设置一个第16题，该题目价值澳大利亚元500万元。
所以，第15题不是保险线。

#### 11题
这个玩法也出自澳大利亚，只有11个题目，奖金等级如下：（单位：澳大利亚元）
- 第1题：1000
- 第2题：2000
- 第3题：4000
- 第4题：8000
- 第5题：16000
- 第6题：32000
- 第7题：64000
- 第8题：125000
- 第9题：250000
- 第10题：500000
- 第11题：1000000

粗体标示的是保险线的金额。

#### 挑战赛模式
这个模式最早出自德国版。在第1题开始前，选手有权选择玩“传统模式”还是“挑战赛模式”。如果选择玩“挑战赛模式”，选手获得一条额外的求助方式“Zusatzjoker”（德语，中文译名：额外的奖励），即可求助某一位现场观众。但是，选择“挑战赛模式”，意味着第10题的保险线将被拿掉。如果第5题过后答错，选手只能获得第5题的奖金。
在挑战模式下，前10题如果使用任何求救法，余下的求救法都将被没收。换言之只有答对第10题才能任意使用求救法。

#### 计时模式
这个模式自2008年出现在美国版《谁会成为百万富翁》中。选手必须在规定时间内回答15个问题。前5题每题限时15秒，6—10题每题限时30秒，11—14题每题限时45秒，第15题為45秒加上前面14题答對時所有剩餘累积的时间。
选手若使用任何求助方式，时间将暂停。
后来英国版也使用该模式，但有所变化：第1、2题限时15秒，第3—7题限时30秒，第8—12题没有时间限制。

#### 接力模式(Hot Seat)
也作“热座模式”。这个模式自2009年首次出现在挪威版中。每期6位选手轮流以接力的方式完成《谁会成为百万富翁》的挑战，挑战中没有“保险线”。6位选手每人都有1次“跳过”的权利，也就是在他无法确定答案时，使用“跳过”把这个问题抛给下一位选手作答。但同1道题不能使用2次或2次以上“跳过”。同时，也使用“计时模式”的计时规则。
如果1位选手不慎答错，则选手将被淘汰，同时最高一级奖金将被拿走。如果6位选手都被淘汰，则所有人都得不到任何奖金。
如果最高一级奖金问题答对，则该选手独得最高奖金；否则，该选手被淘汰出局，最后被淘汰的选手可能获得第5题的奖金，或者什么都得不到。同样，如果当前最高一级奖金的问题没有人回答，而在此之前所有人都被淘汰，最后被淘汰者也许什么都得不到，也许拿走第5题的奖金。

#### 累积模式
2010年（美国第9季），美国推出一个《谁会成为百万富翁》的新规则，直至克里斯·哈里森上任主持人后恢复原样。题目数量减少到14题，共分成两个部分——
- 第1部分：共10题，选手在事先不知道这道题对应的金额，只知道所有10题依次的关键词（Category）。只有正确回答该题，主持人才会告知其金额并将其加入选手的奖金（介于100美元和25000美元之间）。奖金和题目的难度不一定是相关的，所有金额随机分布。如果选手在有奖金积累的情况下退出游戏，只能带走现有奖金的一半，但如果答错，只能获得1000美元以示鼓励。一位选手最多可以赢得68600美元。
- 第2部分：共4题，奖金依次为10万美元、25万美元、50万美元和100万美元，这部分金额不再累积，累积金额即正确回答的最后一个问题的价值。如果未能正确回答任何一题，只能拿走25000美元；如果提取奖金并退出游戏，可以将累积金额全部拿走。

此时选手没有机会求助现场观众，取而代之的是两次“跳题”（见下文）的机会。
一年后的美国版第10季又推出“双倍”（Double Your Money）规则（十道题中有一道题甚至全部奖金翻倍），一位选手最多可以在第一部分赢得93600美元。但是如果选择“跳题”，则选手放弃翻倍。

#### 其他特殊求救法
- 双选（Double Dip）：同一题可以选择2个不同答案。如果选手使用了“双选”，该题不能再用其他求救法，也不能退出游戏。
- 替换（Switch）：更换题目（某些版本裡四個選項維持不變），但不影响奖金数额。若使用该求救，更换题目前的题目已使用的求救不能再使用。
- 智者（Three Wise Men）：求助节目组精挑细选出的3位“智者”——其中之一是往期夺得头奖的选手之一。3位“智者”須30秒內向參加者指出該問題的答案。
- 参考答案（People Speak）：求助3位观众的不同答案。
- 跳题（Jump the Question）：除最后1题外，跳过所在题目。但在第2部份中，如果要在“跳题”后的题目答题结束后选择拿钱走人，则只能拿走被跳过的题目的前一题的奖金。（例：答對25萬美元的問題、跳过50萬美元問題、最後的100萬美元的問題选择拿钱走人、则獲得奖金為25萬美元。）在第1部份中，該被跳过的题目的對應的金額不能累積。
- 替代（Power Paplu）：替换已经使用过的1个求救法。

## 各地版本的百萬富翁

### 英國版百萬富翁
英國版《百萬富翁》於1998年9月4日在獨立電視台首播，由克里斯·泰倫（Chris Tarrant）主持。英國版《百萬富翁》最高獎金為100萬英鎊，而獎金順序如下（保險線以粗體顯示）：

#### 舊（15题版，第1～21季）
| - £100 - £200 - £300 - £500 - £1,000 | - £2,000 - £4,000 - £8,000 - £16,000 - £32,000 | - £64,000 - £125,000 - £250,000 - £500,000 - £1,000,000 |

#### 新（12题版，第22～30季）
| - £500 - £1,000 | - £2,000 - £5,000 - £10,000 - £20,000 - £50,000 | - £75,000 - £150,000 - £250,000 - £500,000 - £1,000,000 |

自2011年开始，该节目取消周播，改为不定期播出，所以，自2011年开始至该节目永远结束为止，节目1季横跨一整年。
英國版百萬富翁曾於2001年出现作弊案，赢得百万英镑的参赛者查理斯·恩格林（Charles Ingram）被发现作弊，奖金被取消并被判诈骗罪成立，被判入獄18個月，但獲准緩刑，另須繳付罰款15,000英鎊及控方訴訟費用10,000英鎊。獨立電視台隨即於法庭宣判當晚播放特輯及該集遊戲節目讓觀眾了解事件經過。由於事件引起市民高度關注，兩個節目的收視率均創下記錄。
由于只有5位从英国版走出的百万富翁，67岁的克里斯·泰倫在做了十五年该节目后决定退休，加之越来越少的选手决定挑战100万英镑的问题，ITV宣布于北京时间2014年2月12日播出英国版的（也是该国该节目第30季）最后1集，名为：“Chris' Final Answer”（克里斯，我确定答案），重播过往15年《谁会成为百万富翁》的精彩片段。随后4年内，英国版节目未再播出。
最后1期常规节目是于北京时间2月5日凌晨在ITV-1播出的。最后1组选手是蕾切尔·赖利和戴维·迈尔斯。他们最后答错价值5万英镑的问题，成为英国版最后赢得奖金的选手。这个节目的最后1个问题是：“哪一对王室夫妇曾于同年出生，助产士是同一人？”A项为“维多利亚女王和阿尔伯特”（Victoria and Albert），B项为“查尔斯王储和卡米拉”（Charles and Camilla），C项为“伊丽莎白和菲利普”（Elizabeth and Philip），D项为“爱德华和辛普森夫人”（Edward and Mrs Simpson）。他们选择B项，而正确答案是A。就这样，该节目划上了一个圆满的句号，退出了ITV的历史舞台。
4年后（2018年），ITV再度播出了该节目的20周年特别版。该系列共有7集，播放于5月6日至5月11日晚，由《Top Gear》節目前主持杰里米·克拉克森主持，并在2019年继续播出。

### 澳洲版百萬富翁
澳洲版《百萬富翁》，称为 《百万富翁热座》于1999年在NINE 电视台开播，是一个简化版，由Eddie McGuire主持，但使用澳元作为货币单位。有时题目有16题，奖金上限为500万澳元。
开播以来有2位参加者成功答对价值100万的问题，均产生于2005年。

### 香港版百萬富翁
香港版《百萬富翁》製作權由亞洲電視獲得。掌管藝員部和協助宣傳部的 陳圖安 拍版購入英國獨立電視台的《百萬富翁》電視遊戲節目版權 ，並引薦陳啟泰擔任主持 。第1輯於2001年4月29日在本港台首播（2014年2月起於歲月留聲台重播第一輯）；第2輯於2002年7月22日播出；第3輯於2004年5月16日配合奧運播出；第4輯於2005年1月8日播出，該4輯皆由陳啟泰主持。《百萬富翁》香港版的最高獎金為100萬港元，由於幣值較低，所以起始獎金較其他地區為高。
獎金順序如下（保險線以粗體顯示）：

| - $1,000 - $2,000 - $3,000 - $4,000 - $8,000 ($6,000) | - $10,000 - $20,000 - $30,000 - $40,000 - $60,000 | - $80,000 - $150,000 - $250,000 - $500,000 - $1,000,000 |

這個節目曾經為亞洲電視創下了該台39收視點的歷史新高收視紀錄。因《百萬富翁》的出現，香港另一家免費電視台無綫電視為了搶回收視率便派出鄭裕玲臨危受命上戰場，並製作了另一款英國遊戲節目《一筆OUT消》（The Weakest Link），同時間播放來作競爭。
亞洲電視亦有推出名人慈善版，為不同慈善團體籌款，遊戲形式一樣，但以2位參加者為一組。由於節目的特別性質關係，主持會不時給予提示，令嘉賓能夠輕易奪得高額獎金。
亞洲電視於2018年以手機程式重投服務後，即重新製作了新一輯《百萬富翁》，由陳志雲作主持，與首4輯另一不同的是首條保險線金額降至$6000。

### 新加坡版百萬大贏家
新加坡版譯名為《百萬大贏家》，由新傳媒製作，分為中文版和英文版。中文版的主持人为台湾名主持曹启泰，英文版的主持人则为有The Flying Dutchman之称的电台DJ Mark van Cuylenberg。

### 台灣版级大富翁
台灣版的《百萬富翁》稱做，由薛聖棻製作，台灣電視公司2000年開始播出。

### 中國大陸版百萬富翁
中國大陸版分为以下3个版本：
- 广东卫视《谁会成为百万富翁》：在2001年至2005年播出。
- 貴州衛視《百萬智多星》：自2007年9月29日開始播出，但是因为频道改版问题于2008年4月停播。與其他地區版本不同的是，它是具慈善性質，因為獎金全數都被捐贈給慈善機構。
- 爱奇艺《谁想成为百万富翁2018》：暂定于2018年推出，由前中国中央电视台主持人赵普主持。

獎金順序如下（保險線以粗體顯示）：
| - ￥1,000 - ￥2,000 - ￥3,000 - ￥5,000 - ￥10,000 | - ￥20,000 - ￥30,000 - ￥40,000 - ￥50,000 - ￥75,000 | - ￥125,000 - ￥200,000 - ￥300,000 - ￥500,000 - ￥1,000,000 |

### 日本版百萬富翁
自2000年4月20日至2007年3月底播出，規則比照英國版本，最高獎金1000萬日幣。從2007年4月改為不定期播出的特別節目版本，規則也完全不一樣(2007年12月起)，只要答對10題就能獲得最高獎金2000萬日幣。(只有第一次為最高獎金2000萬日幣，後因收視率不佳，第二次恢復為最高獎金1000萬日幣。)可是，好景不长，这个新规则只用了两回，制作方遂于2009年恢复原有版本规则（其中少年版不适用该摇钱树，最高奖金为100万日元）。
獎金順序如下（保險線以粗體顯示）：

| - ￥10,000 - ￥20,000 - ￥30,000 - ￥50,000 - ￥100,000 | - ￥150,000 - ￥250,000 - ￥500,000 - ￥750,000 - ￥1,000,000 | - ￥1,500,000 - ￥2,500,000 - ￥5,000,000 - ￥7,500,000 - ￥10,000,000 |

| 答對題數 | 2007年12月，第一次 | 2008年3月，第二次 |
| -------- | ------------------ | ----------------- |
| 1        | ￥10,000           | ￥10,000          |
| 2        | ￥100,000          | ￥100,000         |
| 3        | ￥250,000          | ￥250,000         |
| 4        | ￥500,000          | ￥500,000         |
| 5        | ￥1,000,000        | ￥1,000,000       |
| 6        | ￥2,500,000        | ￥1,500,000       |
| 7        | ￥5,000,000        | ￥2,500,000       |
| 8        | ￥10,000,000       | ￥5,000,000       |
| 9        | ￥15,000,000       | ￥7,500,000       |
| 10       | ￥20,000,000       | ￥10,000,000      |

- 規則也完全不一樣:

1.第1~5題是4選1，從第6~10題是2選1，因此從第6題之後不能使用"50:50"求救法。
2.取消保險線的設置，也就是說不管第幾題，只要答錯獎金就是￥0。
3.第8題之後（含第8題）不得退出遊戲。

## 世界各地的最高獎金的參加者
世界上第一个通过《谁会成为百万富翁》赢得最高奖金的参赛者是美国的約翰·卡彭特，于1999年11月19日赢得该国最高奖金——100万美元。而且沒有使用任何錦囊下答對了封頂題目前既題目（實際上於封頂題目使用的錦囊並沒有作用，只是通知其家人他知道答案並將會勝出）。下列是世界各地版本成功答對15條題目，而取得最高獎金的參加者（不完全记录）：

### 英國
- Judith Keppel（英语：Judith Keppel） 2000年11月20日
- David Edwards（英语：David Edwards (quiz contestant)） 2001年4月21日
- 查爾斯·英格倫 2001年9月18日（後因作弊獎金被取消）
- Robert Brydges 2001年9月29日
- Pat Gibson（英语：Pat Gibson） 2004年4月24日
- Ingram Wilcox（英语：Ingram Wilcox） 2006年9月23日

### 香港
- 黃霑、馮寶寶 2001年7月15日 特別版本《名人慈善百萬SHOW》（當時友台節目為2001年香港小姐競選決賽）
- 周星驰、李敏 2001年8月20日 特別版本《少林足球百萬富翁慈善夜》
- 陳漢翔 2001年11月2日 第一輯第115集《一個百萬富翁的誕生》（憑實力获得最高奖金的非明星唯一一人）
- 鄭德璋 2003年2月7日  第二輯《終極群英奪百萬》（該集獎金最高者升級成為百萬富翁）

### 日本
- 2000年7月27日  國光恭幸（获得该模式最高奖金的亚洲第一人）
- 2000年8月10日  永田喜彰
- 2000年11月2日  今尾奈緒子
- 2000年11月30日  馳浩
- 2001年2月15日  能勢一幸
- 2001年12月13日  坂本ひとみ
- 2002年6月27日  菊地晃史
- 2002年8月1日  江口みち子
- 2002年11月14日  長田直美
- 2003年5月8日  三島祥子
- 2003年9月18日  鈴木大地
- 2004年1月2日  新庄剛志
- 2005年1月12日  堀江貴文
- 2005年1月12日  細木数子
- 2005年4月7日  堺正章
- 2005年4月7日  田中康夫
- 2005年4月28日  菊池友久
- 2005年5月26日  濱田敏彦
- 2005年7月21日  柏木由紀子、大島花子
- 2006年1月16日  小泉孝太郎
- 2006年4月20日  浅野ゆう子
- 2006年6月29日  野添潤子
- 2006年7月27日  大井恵子
- 2006年9月14日  為末大
- 2006年10月5日  坂東三津五郎
- 2006年10月26日  デヴィ・スカルノ
- 2007年2月22日  紺野美沙子
- 2007年7月5日  谷原章介
- 2008年3月27日  富司純子
- 2008年3月27日  徳光和夫
- 2009年1月30日  北野武
- 2009年4月1日  太田光

## 類似遊戲《公益開心大富翁》
《公益開心大富翁》是香港無綫電視於2001年推出的慈善遊戲節目，由沈殿霞、洪天明、吳家樂主持，與《百萬富翁》差不多時候播出。節目其中一個問答遊戲環節《公益有腦大富翁》被指涉嫌抄襲《百萬富翁》，亞洲電視曾研究過環節是否有侵權地方，但最終證實兩者遊戲性質不同。
遊戲與《百萬富翁》差不多，同樣是問答遊戲，但形式不同。環節進行前先循不同遊戲決出一位藝員，環節進行中，參加者有該位藝員協助。
參加者須先回答3條必答題，分別價值$1,000、$1,500及$2,500，屬4選1的多項選擇題，如當中答錯問題，便立即終止遊戲，參加者得不到任何獎金。
答對3條必答題後參加者可於3分鐘作答時限內自由選擇不同獎金的題目，先由第一級開始（如於第一級答對一題後可跳級，惟一旦跳級後便不可降級，進入第四級後則只能在第四級選擇題目直至答錯或三題全對），但仍不得退出。
| 第一級 - $5,000 - $10,000 - $15,000 | 第二級 - $25,000 - $35,000 - $45,000 | 第三級 - $60,000 - $80,000 - $100,000 | 第四級 - $150,000 - $200,000 - $250,000 |

答對後累積獎金將會增加所選擇題目的有關獎金，答錯後參加者只能獲得累積獎金的一半獎金，並立即終止遊戲。
參加者有兩個皇牌，一個是選擇兩個選項（相当于美国、菲律宾等版本的Double Dip）；另一個是請教現場觀眾（相当于德国等版本的Ask One of the Audience，此为英译），被選中的現場觀眾回答後，參加者要決定是否信任該選項。
《百萬富翁》的參加者是讀出答案，但《公益有腦大富翁》的參加者是自行鍵出答案。此外，《百萬富翁》的獎品一般為現金，《公益有腦大富翁》的獎品實為簽賬額。
雖然不得退出，但可能由於節目有慈善性質，故主持人沈殿霞經常為參賽者提供明顯的提示，例如在讀出必答題選擇答案時強調正確的答案，惟洪天明、吳家樂卻指示現場觀眾不能提供額外提示。

## 惡搞
- 在香港有惡搞漫畫如：甘小文作品《百萬褲窿》，以及老懵董系列的《老懵董之百慢富翁》。

## 網上自制《百萬富翁》遊戲
- 由於《百萬富翁》深入民心，網上已有很多的《百萬富翁》flash遊戲出現，網民更可以很簡易地 自制百萬富翁遊戲 （页面存档备份，存于）。

## 影響
- 由於《百萬富翁》的熱朝，創造本節目的製作公司Celador把《百萬富翁》改編成劇情版《貧民百萬富翁》，取得很大成就，奪得奧斯卡金像獎『最佳影片』等多個獎項。
- 2020年，英國電視台ITV基於此節目的Charles Ingram作弊事件，拍攝電視劇《Quiz》（香港釋名：《我要做富翁》），並由麥可·辛飾演節目主持人。